# Bode (Unternehmen)
Bode – Die Tür GmbH ist ein deutsches Unternehmen aus Kassel, welches elektrische und mit Druckluft betriebene Fahrzeugtürsysteme für Schienenfahrzeuge und Busse herstellt. Seit 1995 gehört das Kasseler Traditionsunternehmen zur Schaltbau Holding AG, einem Verkehrstechnikunternehmen mit Sitz in München, und ist heute deren größtes Tochterunternehmen.

## Geschichte
Im Jahre 1968 wurde die Gebr. Bode GmbH & Co. KG gegründet, indem sie aus dem damaligen Unternehmen Wegmann & Co., dem heutigen Rüstungsunternehmen Krauss-Maffei Wegmann, ausgegliedert wurde. Noch im Gründungsjahr wurde der Hub-Spindel-Antrieb entwickelt und zum Patent angemeldet. 1981 wurde dann die heutige BodeNorth America in Spartanburg gegründet, 1984 folgte die Bode Griechenland in Athen. Nachdem man das neu erbaute Werk in Kassel-Bettenhausen bezogen hatte, folgte die Neuentwicklung eines Türsystems für den ICE 1 und die Gründung der BODO Türk Bode Dogrusan in der Türkei. 1995 übernahm dann die Schaltbau AG aus München das Unternehmen.
Heute bestehen noch weitere Tochterunternehmen in der Volksrepublik China, Peking (seit 1997) und in Polen, Rawicz (seit 2005). Während sich das Entwicklungszentrum in Kassel befindet, findet an allen Standorten Produktion und Montage statt.